# Madeira Challenger 1989
Il Madeira Challenger 1989 è stato un torneo di tennis facente parte della categoria ATP Challenger Series nell'ambito dell'ATP Challenger Series 1989. Il torneo si è giocato a Madera in Portogallo dal 13 al 19 marzo 1989 su campi in cemento.

## Vincitori

### Singolare
Nuno Marques ha battuto in finale  Jeremy Bates con il punteggio di 6–3, 6–3

### Doppio
Nick Brown /  Andrew Castle hanno battuto in finale  Warren Green /  Stephen Shaw con il punteggio di 6–3, 6–2